# Ковалик Паррейса
Ковалик Паррейса (Alaus parreyssi) — вид комах з родини коваликів (Elateridae). Один зі 100 видів палеотропічного роду; єдиний вид роду у фауні України.

## Морфологічні ознаки
28–32 мм. Тіло трохи опукле. Передньоспинка біла, з двома чорними плямами біля середини та чотирма білими «язичками» біля основи. Надкрила зазвичай чорні, в білих плямах, іноді їхні передні половинки білі з чорними плямами.

## Поширення
Південна Європа, Передня Азія (до Ірану), Чорноморське узбережжя Кавказу. 
В Україні — південний берег Криму — північна межа ареалу виду. 

## Особливості біології
Активний в травні–червні. Личинки живуть у гнилій деревині сосни. Цикл розвитку — 4–5 років. Лялькування спостерігається наприкінці літа — весною. Імаго зимує в лялечній комірці. Зустрічався на вологих місцях біля джерел та водойм, у старих соснових стовбурах на схилах південної експозиції лісів південного берега Криму. Імаго живиться попелицями родини хермесових та їхніми виділеннями.

## Загрози та охорона
Загрози: вирубування та розчищення соснових лісів Криму (головної гряди Кримських гір), особливо вирубка старих дерев.
Необхідно зберігати у природному стані біотопи, де буде виявлено цей вид.